# Erika Zafirova
Erika Zafirova (em búlgaro:  Ерика Росенова Зафирова; Kyustendil, 7 de maio de 1999) é uma ginasta búlgara, campeã olímpica.

## Carreira
Zafirova conquistou a medalha de ouro nos Jogos Olímpicos de Verão de 2020 em Tóquio na prova feminina por equipes da ginástica rítmica, ao lado de Simona Dyankova, Stefani Kiryakova, Madlen Radukanova e Laura Traets, com um total de 92.100 pontos na sua performance.